# Persephonaster gracilis
Persephonaster gracilis är en sjöstjärneart som först beskrevs av Percy Sladen 1889.  Persephonaster gracilis ingår i släktet Persephonaster och familjen kamsjöstjärnor. Inga underarter finns listade i Catalogue of Life.